# Beyond Castle Wolfenstein
Beyond Castle Wolfenstein è un videogioco del 1984 per Apple II e in seguito convertito per altre piattaforme. È il seguito di Castle Wolfenstein, il primo esempio di videogioco stealth, e venne seguito da Wolfenstein 3D.

## Modalità di gioco
Scopo del gioco è quello di assassinare Adolf Hitler mettendo una bomba nel suo bunker, e fuggire prima che esploda: per trovare il nascondiglio sarà necessario esplorare una serie di stanze interconnesse. Come nel precedente titolo, sarà possibile indossare le uniformi di soldati per fingersi uno di loro, e trovare vari oggetti per facilitare la missione. Ogni tanto, i soldati potranno chiederci una password: se errata (oppure non si possiedono i soldi necessari a corromperli) questi attiveranno l'allarme che renderà più difficoltosa l'esplorazione delle stanze.